# Aeroportul Ain Beida
Aeroportul Ain Beida (IATA: OGX, ICAO: DAUU) este un aeroport din Aïn Beida, Districtul Sidi Khouiled, Provincia Ouargla, Algeria ce deservește zona Ouargla. A fost numit după Aïn Beida.
Situat la o altitudine de 152 m, aeroportul dispune de o singură pistă.